# 卡雅斯塔
卡雅斯塔，是一個印度教種姓，在梵文中解隸。反映種姓的傳統角色是世俗文書記錄，文件管理員。
在中世紀早期的印度王國開始，卡雅斯塔佔據了政府的最高機構部長和顧問，並擔任重要行政職務。在英國統治期間他們已達到在政治以及在藝術和各個專業領域的成功。

## 瓦爾那狀態
卡雅斯塔確切的瓦爾那一直是一個有爭議的問題。根據多個記錄他們是一個有文化和受過教育的剎帝利階層，雖有些卡雅斯塔自稱他們是婆羅門。
眾多關於卡雅斯塔起源的理論認為，在開始的時候，他們招募從婆羅門，剎帝利，吠舍種姓但逐漸包括眾多識字種姓，最後成為一個混合種姓。
在孟加拉，卡雅斯塔和婆羅門一起，被視為最高的印度教種姓。
現代印度估計有80萬卡雅斯塔從事法律，商業，工程和醫學等專業領域。